# Boemondo di San Severo
Boemondo di San Severo (1290 circa – Napoli, 15 aprile 1327) è stato un religioso italiano appartenente all'Ordine dei frati minori. Accusato di eresia dal Tribunale dell'Inquisizione, fu condannato ad essere flagellato a morte.

## Biografia
Le notizie sulla sua vita sono poche e incerte: si suppone che sia nato intorno al 1290. Divenuto frate francescano nel 1325, due anni dopo fu denunciato all'Inquisizione per le sue dottrine: riteneva infatti che l'uomo non è stato creato da Dio ma si è generato spontaneamente dal suolo per un libero impulso della materia. Per questo è considerato un precursore dell'evoluzionismo.
Bersaglio principale dell'accusa è il passo che chiude il II libro dell'opuscolo De creatione Adami: rielaborando variamente la dottrina agostiniana delle rationes seminales, Boemondo sottrae di fatto la potentia creandi a Dio per attribuirla alla materia.
(Boemondo di San Severo, De creatione Adami)
La sua vicenda, rimasta a lungo sconosciuta, fu portata alla luce nel 1903, quando furono pubblicati gli atti del suo processo, rinvenuti nell'Archivio di Stato di Napoli.